# Dig & Mig (duo)
 For alternative betydninger, se Dig & Mig. (Se også artikler, som begynder med Dig & Mig)
Dig & Mig er en pop-/rockduo fra Danmark bestående af Andrea Aagaard og Kasper Maarbjerg. Duoen hittede i efteråret 2011 på P3-radioprogrammet Det Elektriske Barometer med sangen "Når jeg stikker af" og blev senere P3's "Ugens Uundgåelige" med sangen "Skyggerne". Debutalbummet Sommervarmen udkom i maj 2012, og duoen spillede på Roskilde Festival senere samme år.

## Diskografi
- Sommervarmen (2012)